# Louis Goupy
Pour les articles homonymes, voir Goupy.
Louis Goupy ou Lewis Goupy (vers 1674 - 1747) est un artiste peintre, pastelliste, portraitiste et miniaturiste français, ayant fait carrière en Angleterre.

## Biographie
Louis Goupy est peut-être né vers 1674 à Nevers en Bourgogne, comme les autres membres de la famille.
Élève du graveur anglais Bernard Lens II (1659–1725) — ou de son fils, Bernard Lens III, miniaturiste anglais fort réputé —, qui semble être son oncle maternel, il est actif à Londres, à partir de 1710, ayant rejoint son frère Charles Goupy, spécialisé dans les éventails peints.
Jusqu'en 1733, il réside sur King Street à Covent Garden. En 1711, il fréquente comme enseignant une école de peinture, la Great Queen Street Academy, fondée par Godfrey Kneller puis la quitte en 1720 pour se rapprocher de la St Martin's Lane Academy, fondée par Louis Chéron et John Vanderbank, où il donne des cours, notamment à ses deux neveux, Joseph Goupy et son frère Bernard (?) Goupy, peintre de paysage.
Il est mort à Londres le 2 décembre 1747.

## Œuvre

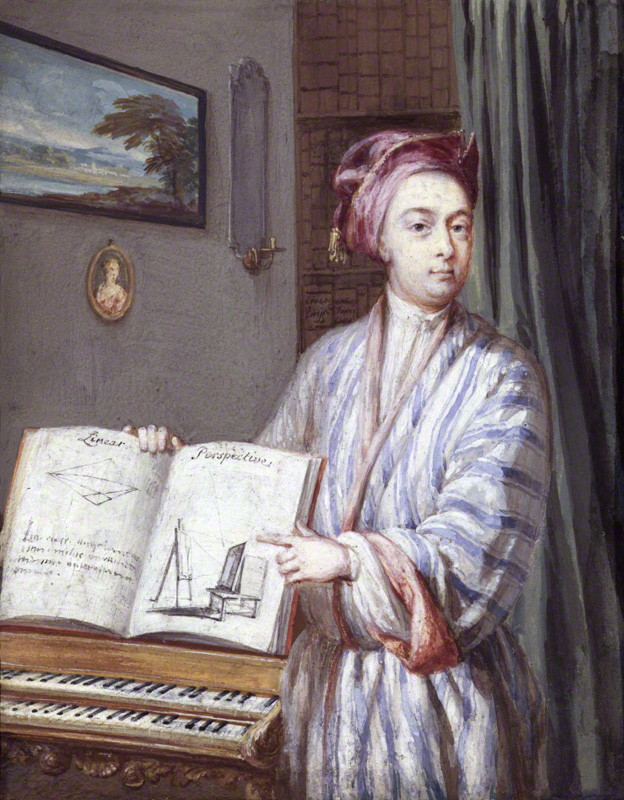
Portrait de Brook Taylor, le mathématicien anglais, 1720, parfois attribué à Joseph Goupy.

Louis Goupy a pour commanditaire Richard Boyle, 3e comte de Burlington qu'il accompagne sur le chemin du retour de son Grand Tour en Italie en 1719,.
Il produit, après s'être réinstallé à Londres une quantité importante de portraits en miniature et de pastels, techniques qu'il enseigna toute sa vie.
Les miniatures de Louis Goupy sont difficiles à identifier.

## Sources
- (en) Cet article est partiellement ou en totalité issu de l’article de Wikipédia en anglais intitulé « Louis Goupy » (voir la liste des auteurs).